# وو جيان
وو جيان هو منافس ألعاب قوى صيني، ولد في 25 مايو 1986.

## وصلات خارجية
- وو جيان على موقع الاتحاد الدولي لألعاب القوى (الإنجليزية)
- وو جيان على موقع اللجنة الأولمبية الصينية (الإنجليزية)